# Euthana Mukdasanit
 (mai 2019).
Si vous disposez d'ouvrages ou d'articles de référence ou si vous connaissez des sites web de qualité traitant du thème abordé ici, merci de compléter l'article en donnant les références utiles à sa vérifiabilité et en les liant à la section « Notes et références ».
Euthana Mukdasanit (écrit parfois Yutthana Mookdasanit ou Yuthana Mukdasanit) (Thai : ยุทธนา มุกดาสนิท), né le 25 mai 1952, est un scénariste et réalisateur thaïlandais,.
Euthana Mukdasanit est l'un des réalisateurs du renouveau du cinéma thaïlandais des années 1970 et 80 avec Permpol Choey-Aroon, Manop Udomdej, Chatrichalerm Yukol, Bhandit Rittakol, Piak Poster (เปี๊ยก โปสเตอร์) entre autres.
Il est scénariste et réalisateur d'une quinzaine de films.
Il est de plus metteur en scène de théâtre et professeur d’université en théâtre et cinéma.

## Biographie

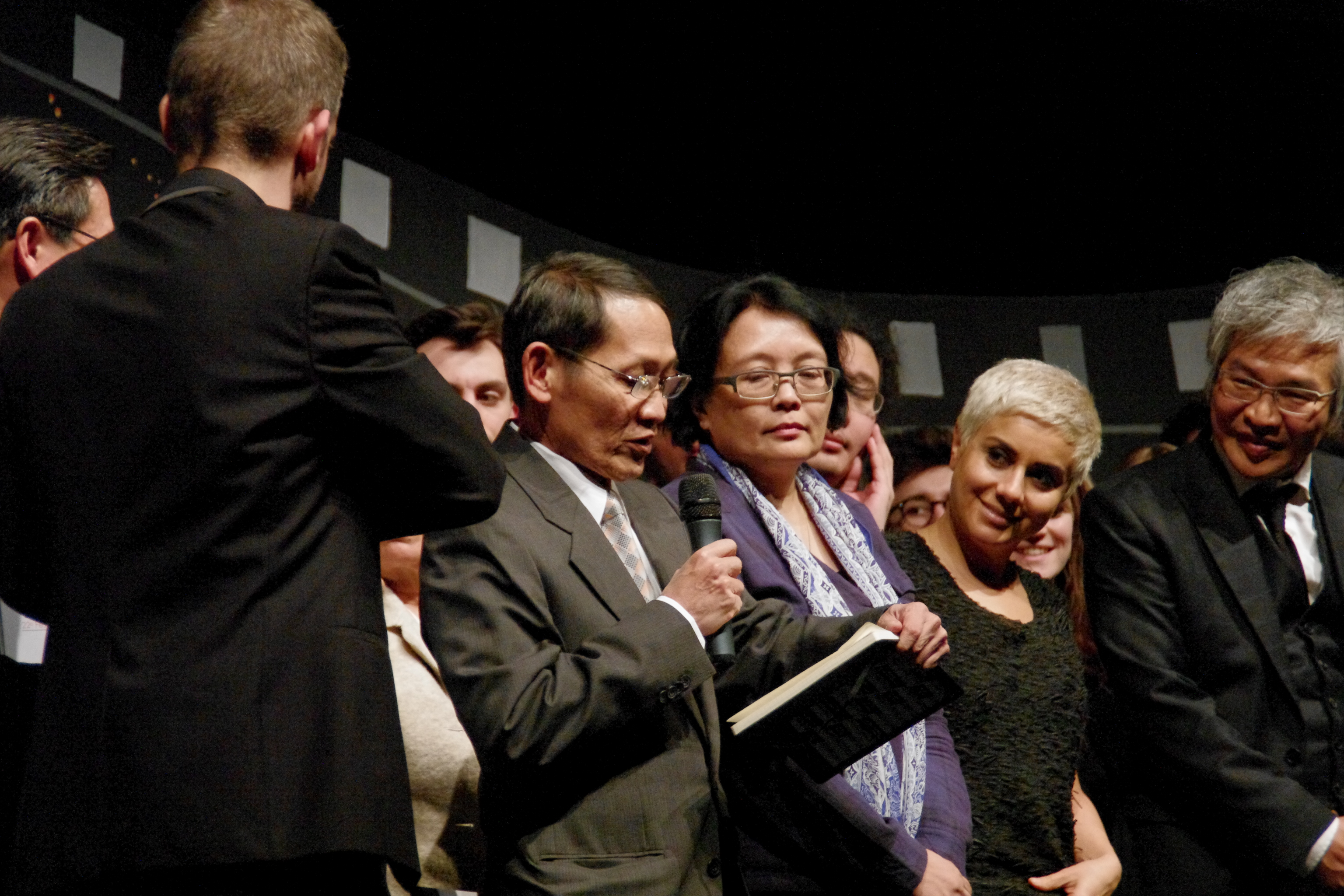
Jury International du Festival International des Cinémas d'Asie de 2016 (Vesoul); de gauche à droite, Euthana Mukdasanit, Nan Triveni Achnas, Mania Akbari et Im Sang-soo (Président).

En 1974, Euthana Mukdasanit est étudiant à l'université de Thammasat.  
Il se lance dans le cinéma pour aborder sans détours les problèmes sociaux et politiques de la Thaïlande.

### De 1974 à 1985: un cinéma social
En 1976, son docu-fiction Tong Pan, réalisé avec un groupe de militants étroitement lié aux mouvements étudiants de 1973 (Surachai Jantimatorn, Rasamee Paoluangthong, Khamsing  Srinawk, Wittayakorn Chiengkul, Paijong Laisakul...), est interdit en Thaïlande pour son approche trop socialiste et les membres de l'association sont mis en prison ou forcés à l'exil. 
En 1977, Il aide Permpol Choey-Aroon à réaliser son premier long métrage Saloperie de vie (Damn Life / Damned Life / ชีวิตบัดซบ / Chiwit Batsop). 
En 1978, au début du film Angel of Bar 21, il est le premier cinéaste thaïlandais à employer de la musique américaine dans un film thaïlandais .
En 1984, il réalise et obtient un grand succès avec The Story of Nampoo (น้ำพุ),  film adapté du livre (เรื่องของน้ำพุ) de Suwanni Sukhontha.
En 1985, il tourne son célèbre film Fleurs et Papillons (Butterfly and Flowers / ผีเสื้อและดอกไม้), une adaptation très réussie du roman du même nom de Nipphan (Makut Oradee), un livre au programme scolaire étudié par tous les élèves de Thaïlande. Ce film est l'un des rares films thaïlandais à parler des musulmans du sud de la Thaïlande et à aborder les difficultés d'un amour entre des citoyens de religions différentes.

### Fin des années 1980 et année 1990: un cinéma pour adolescents
Dans les années 1980 et les années 1990, Hollywood recommence à envoyer des films en Thaïlande ; et la télévision, comme partout dans le monde, devient une culture de masse. Ces circonstances provoquent une mise en sommeil de l'industrie cinématographique et une chute sévère du nombre de films produits (de 100 à 130 films thaïlandais par an au début des années 1980 à seulement une dizaine de films par an au milieu des années 1990). Le seul public qui subsiste est constitué principalement d'adolescents.   
Euthana Mukdasanit réalise alors, en conséquence, des films pour adolescents avec les deux plus grandes stars de la musique pop thaïlandaise de l'époque :   
1. Bird (ou Thongchai) McIntyre (ธงไชย แมคอินไตย์) en 1987 dans The Red Roof (หลังคาแดง / Langkha Daeng) ; et en 1996 dans Sunset at Chaophraya (คู่กรรม /Khu Gam), adaptation en film de la célèbre série télévisée du même nom de 1990 (26 épisodes) dont le scénario est inspiré du roman de Thommayanti ;
2. Tata Young en 1997 dans le film Red Bike Story (จักรยานสีแดง) ; et en 1998 dans O Negative (รักออกแบบไม่ได้)[10].

### Années 2000
Yuthana Mukdasanit est assistant réalisateur de Chatrichalerm Yukol dans le film Suriyothai en 2001,.   
Il reste un militant engagé : par exemple, pendant le mouvement des chemises rouges, on le voit souvent aux rassemblements de la gare de Samsen, avec l'acteur Kriankrai Unhanan et l'actrice Jarunee Desneiges (bien connue sous le nom de Jarunee Suksawat, « la reine du film d'action »).   
Il reçoit une récompense pour honorer l’ensemble de sa carrière au Festival mondial du film de Bangkok en 2007.   
Il est membre du Jury International du Festival International des Cinémas d'Asie (FICA) à Vesoul en 2016. 

## Filmographie
- 1976 : Tongpan (Tong Pan / Thong Pan) (ทองปาน)[16],[17],[18]
- 1977 : Damned Life  / Damn Life / Saloperie de vie (ชีวิตบัดซบ /Chiwit Batsop)
- 1978 : Angel of Bar 21 (เทพธิดาบาร์ 21)
- 1980 : ไฟนรกขุมโลกันต์
- 1982 : Factory Angel (เทพธิดาโรงงาน / Tap Ti Da Factory[19])
- 1983 : เงิน เงิน เงิน (O'Money[20])
- 1984 : The Story of Nampoo / Nam Pu / Namphu / The Story of Nampu[21] / Nampou (น้ำพุ)[22]
- 1985 : Butterfly and Flowers / Fleurs et papillons[23] (ผีเสื้อและดอกไม้)[24]
- 1987 : The Red Roof (หลังคาแดง / Langkha Daeng)[25]
- 1991 : Path of the Brave (วิถีคนกล้า / Withee Khon Kla)[26]
- 1996 : Sunset at Chaophraya (คู่กรรม /Khu Gam)
- 1997 : L'Histoire du vélo rouge / Red Bike Story (จักรยานสีแดง)
- 1998 : O Negative (รักออกแบบไม่ได้) (scénariste)
- 2000 : Boys Will Be Boys, Boys Will Be Man (ยุวชนทหาร เปิดเทอมไปรบ)
- 2004 : Jumbo Queen
- 2010 : แผ่นดินของเรา